# Big Dick Johnson
Christopher DeJoseph (Oshkosh (Wisconsin), 27 juni 1980) is een Amerikaans professioneel worstelaar die werkzaam was bij World Wrestling Entertainment (WWE) als Big Dick Johnson, van 2006 tot 2007. 